# Mogens Pedersen (roer, født 1937)
 Der er flere personer med dette navn, se Mogens Pedersen (flertydig).
Mogens Pedersen (født 15. december 1937 i Avnede, Danmark) er en dansk tidligere roer.
Pedersen var med i den danske firer med styrmand ved OL 1960 i Rom. Poul Justesen, Svend Helge Hansen, Erik Rask og styrmand Ejgo Vejby Nielsen udgjorde resten af bådens besætning. Danskerne sluttede på tredjepladsen ud af fem både i det indledende heat, og skulle derfor ud i et opsamlingsheat. Her kom man ind på tredjepladsen ud af fire både, og kvalificerede sig derfor ikke til semifinalen.